# 李閏珉
李閏珉（Lee Ru-ma，1978年2月15日—），藝名Yiruma，是一位出身大韓民國首爾的新世纪音樂钢琴家與作曲家。

## 簡歷
李閏珉1978年出生於南韓首爾，1988年移居至英國倫敦並在當地學習，入讀了專攻修音樂的浦塞爾音樂學校，1996年迪卡唱片為浦塞爾音樂學校的學生發行了一張專輯《浦塞爾的音樂家》（The Musicians of Purcell），李閏珉亦有參與。1997年7月畢業後，隨即進入倫敦國王學院音樂系，主修作曲，並成功於2000年6月取得學位畢業。當他在國王學院修讀時，他以鋼琴家的身份替迪卡唱片灌錄了首張個人專輯《愛情的模樣》（Love Scene），並以「Yiruma」作為名稱。此外，Yiruma也進行了首次歐洲演出，因而引起了歐洲樂壇的注意，2002年，李閏珉獲法國康城的MIDEM邀請作表演，成為了首位獲邀出席表演的韓國人。
當2001年初推出了《愛情的模樣》後，不足一年便發行了第二張專輯《初戀》（First Love），當中收錄了《妳的心河》（英語：River Flows In You），使這專輯成為了Yiruma最受歡迎、且現時銷量第一的專輯。《妳的心河》更在後來另外兩張專輯中收錄在內。分別是《愛情的模樣》的再發行版，以及《Wedding Essentials: The Ceremony》。

## 著名作品
由於在浦塞爾音樂學校及倫敦國王學院攻讀及畢業，Yiruma一直有着非常正統的傳統音樂訓練，因此出道時很快便得到西方世界的肯定和認同，而其亞洲人身份亦很快得到亞洲區內不少人的支持。其中最著名的作品包括有《雨的印记》（英語：Kiss the Rain）和《妳的心河》（英語：River Flows In You），讓他成功地確立了在新世纪音樂的地位。
《雨的印記》收錄於2003年的鋼琴專輯《From The Yellow Room》內，據說是星夜中的一场骤雨激发了李闰珉的灵感，从而创作出此曲。《雨的印記》亦用於韓劇《夏日香氣》作為背景音樂。李閏珉又提到，《雨的印記》本來沒有打算收錄在專輯內，因覺得曲子的旋律簡單及大眾化，與其它相對複雜的曲目格格不入，但因錄音室租用時間還有空檔才把它錄上。

### 專輯
| 专辑名称                                | 发行日期   |
| --------------------------------------- | ---------- |
| Love Scene                              | 2001-05-16 |
| First Love                              | 2001-12-01 |
| Oasis & Yiruma                          | 2002-06-20 |
| Doggy Poo                               | 2002-12-17 |
| From The Yellow Room                    | 2003-10-23 |
| Nocturnal lights... they scatter        | 2004-08-05 |
| Destiny of Love                         | 2005-04-19 |
| First Love [Re-packaged]                | 2005-05-19 |
| YIRUMA Live at HOAM Art Hall            | 2005-07-12 |
| POEMUSIC                                | 2005-11-29 |
| h.i.s. monologue                        | 2006-11-02 |
| P.N.O.N.I.                              | 2008-10-30 |
| Missing You                             | 2009-01-01 |
| Movement on a theme 1,2                 | 2009-10-15 |
| The Very Best Of Yiruma：Yiruma & Piano | 2011-11-13 |
| The Best - Reminiscent 10th Anniversary | 2011-12-09 |
| Global Project Kiss the Rain            | 2012-01-28 |
| Prenatal Education Music                | 2012-03-20 |
| Stay In Memory                          | 2012-05-24 |
| Blind Film                              | 2013-10-08 |
| Healing Piano                           | 2013-11-06 |

## 個人生活
李閏珉在自己的生日當天於友人的酒吧彈鋼琴時，經由填詞人金伊娜介紹而結識韓國女星孫泰英的姐姐孫慧林，爾後寫下《春天華爾滋》作為定情禮物。在三清洞一家小教會前的長椅求婚，並於2007年攜手步入婚姻的殿堂。2008年他們的女兒出生，但到了幾週後才以海軍上等兵退伍，自己也沒有用自己的歌作為胎教音樂。如今，女兒在學校是儀隊鼓手。
韓國著名男星權相佑和孫泰英夫婦曾一起出席Yiruma的音樂會。

## 外部連結
- 官方网站
- Yiruma Yiruma 樂迷網站 （页面存档备份，存于）
- 風潮唱片
- 李閏珉的Instagram帳戶